# Robert Wagner (cyclisme)
Pour les articles homonymes, voir Robert Wagner et Wagner.
Robert Wagner, né le 17 avril 1983 à Magdebourg, est un coureur cycliste et manager d'équipe allemand. Spécialiste du sprint, il a notamment été champion d'Allemagne sur route en 2011.

## Biographie
La carrière cycliste de Robert Wagner commence quand ses parents lui offrent un vélo de route Diamant lors du noël 1992. En mars 1993, il dispute sa première course cycliste. En 2001, il obtient son premier succès en tant que junior (moins de 19 ans).
Rapidement, il se spécialise dans les sprints. En 2005, il gagne une étape du Tour de Thuringe. En 2006, il signe son premier contrat avec l'équipe Milram Continental. En 2008, il remporte le Tour de Hollande-Septentrionale. Il récidive deux ans plus tard. Son année 2010 est la plus fructueuse, puisqu'il obtient quatre succès, dont une étape du Tour de Bavière.
En 2011, il crée la surprise et devient champion d'Allemagne sur route à Neuwied, dominant au sprint Gerald Ciolek et John Degenkolb. Cette même année, il remporte le contre-la-montre par équipes du Tour d'Espagne, avec son équipe Leopard-Trek. En 2013, il s'impose lors du prologue du Ster ZLM Toer.
En deuxième partie de carrière, il devient équipier et poisson pilote pour ses sprinteurs. À la fin de la saison 2019, il met fin à sa carrière de coureur. En 2020, il rejoint le staff de la Jumbo-Visma Development, l'équipe réserve de la formation World Tour néerlandaise Jumbo-Visma.

## Palmarès et classements mondiaux

### Palmarès
- 1999
  - Europatreffen der Radsportjugend :
    - Classement général
    - 3e étape
- 2001
  - 1re étape du Cottbuser Bundesliga Etappenfahrt
  - 1re étape du Tour de Münster juniors
  - 2e du Cottbuser Bundesliga Etappenfahrt
- 2005
  - 8e étape du Tour de Thuringe
  - 2e du championnat d'Allemagne de poursuite par équipes
  - 2e du championnat d'Allemagne du contre-la-montre espoirs
- 2006
  - 7e et 15e étapes de l'International Cycling Classic
  - 3e du Tour de Hollande-Septentrionale
  - 3e de l'International Cycling Classic
- 2008
  - Tour de Hollande-Septentrionale
  - 1re étape du Delta Tour Zeeland
  - 2e du Delta Tour Zeeland
- 2009
  - 3e étape du Delta Tour Zeeland
  - 2e du Circuit du Houtland
  - 3e du Delta Tour Zeeland
- 2010
  - Tour de Hollande-Septentrionale
  - 2e étape des Trois Jours de Flandre-Occidentale
  - 2e étape du Tour de Bavière
  - 2e étape du Delta Tour Zeeland
  - 3e du Tour de Münster
- 2011
  -  Champion d'Allemagne sur route
  - 1re étape du Tour d'Espagne (contre-la-montre par équipes)
  - 3e du Samyn
  - 3e du Grand Prix d'Isbergues
- 2013
  - 1re étape du Ster ZLM Toer

### Résultat sur les grands tours

#### Tour de France

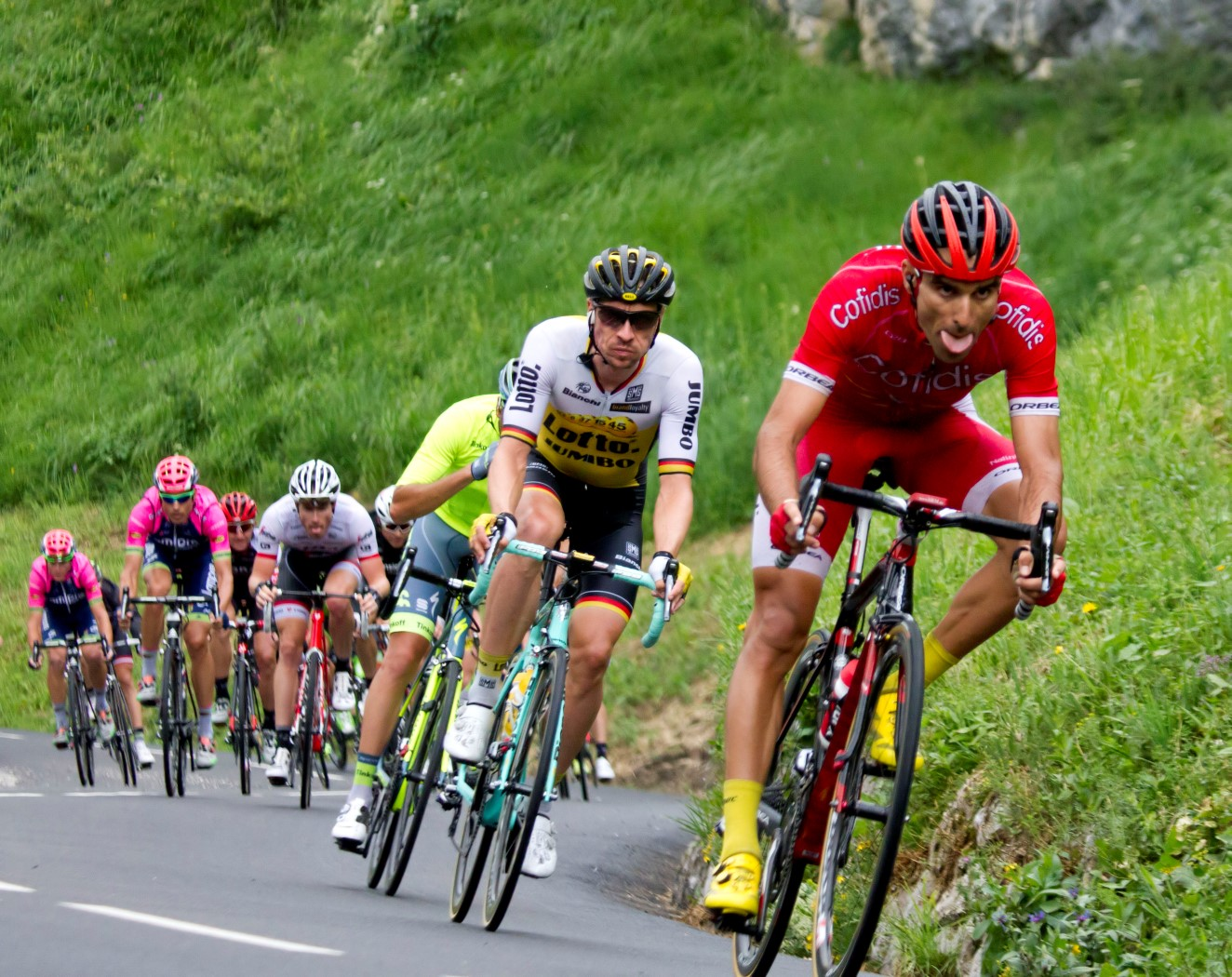
Robert Wagner (en deuxième position) lors du Tour de France 2016.

2 participations
- 2016 : 163e
- 2017 : 164e

#### Tour d'Italie
1 participation
- 2015 : abandon (4e étape)

#### Tour d'Espagne
3 participations
- 2011 : 162e vainqueur de la 1re étape (contre-la-montre par équipes)
- 2013 : 123e
- 2014 : 151e

### Classements mondiaux
| Année           | 2005 | 2006 | 2007 | 2008 | 2009 | 2010 | 2011 | 2012 | 2013 | 2014 | 2015 |
| --------------- | ---- | ---- | ---- | ---- | ---- | ---- | ---- | ---- | ---- | ---- | ---- |
| UCI World Tour  |      |      |      |      |      |      | nc   | nc   | 168e | nc   | nc   |
| UCI Asia Tour   |      |      |      | 241e |      |      |      |      |      |      |      |
| UCI Europe Tour | 746e | 452e | 632e | 53e  | 73e  | 44e  |      |      |      |      |      |